# Schloss Pesenbach

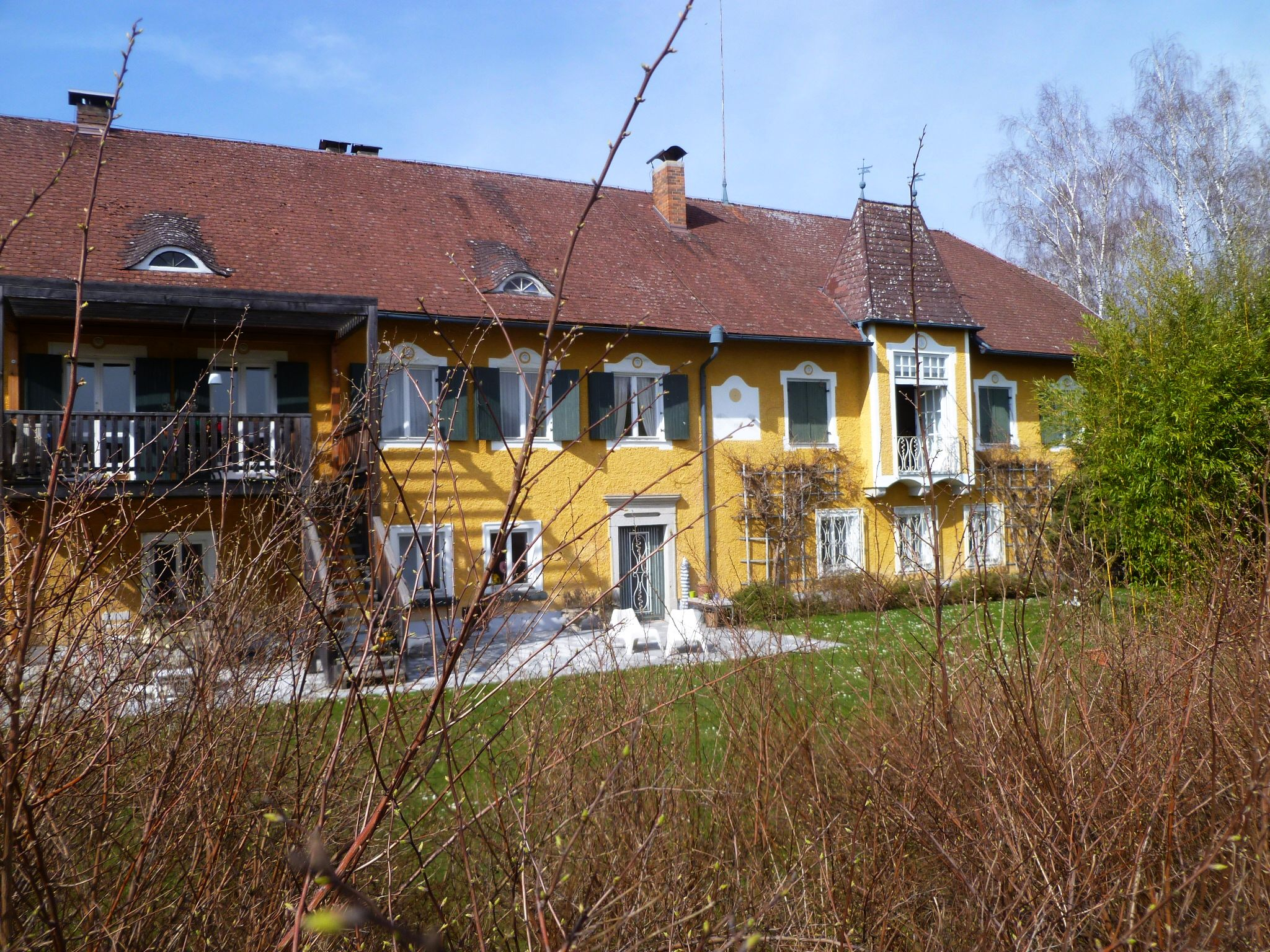
Schloss Pesenbach

Das Schloss Pesenbach liegt im gleichnamigen Ortsteil der Gemeinde Feldkirchen an der Donau im Bezirk Urfahr-Umgebung von Oberösterreich (Pesenbach 1).

## Geschichte
Im Jahr 1108/09 wird erstmals der Name Bosenbac schriftlich erwähnt. Das heutige Schloss war damals ein adeliger Freisitz. Die altbayrische Adelsfamilie Starzhausen war von 1678 bis 1701 Inhaberin des Herrschaftssitzes Schloss Mühllacken und erbaute 1679 den Sitz Pesenbach. Eine Schätzung des Wertes von Pesenbach im Zuge eines Erbverfahrens von 1764 spricht dabei von „dem adeligen Freysitz und Mayrhof Pesenbach (das gebäu Pesenbach sambt dem Mayrhof)“.
Die Linzer Patrizierfamilie Peisser, die 1674 das Prädikat „von und zu Werttenau“ erhalten hatte, übernahm von 1686 bis 1705 das Schloss Mühldorf sowie 1705 die dazugehörigen Landgüter Schloss Mühllacken und Schloss Pesenbach. Am 3. März 1747 ging der Herrschaftskomplex Mühllacken und Pesenbach durch gerichtliche Sequestration in den Besitz des Stiftes Wilhering über, wo er bis 1857 verblieb. Die Familie Starhemberg besaß im 19. Jahrhundert das Schloss Bergheim sowie seit 1757 den Freisitz Pesenbach. Von diesen erwarb Freiherr Victor von Pereira-Arnstein 1867 den Freisitz Pesenbach. Gut und Dorf Pesenbach waren auch 1896 im Besitz der Freiherren von Pereira-Arnstein. 1899 gehörten die Eigentümer nach dem Schematismus des landtäflichen und Großgrundbesitzes von Oberösterreich zur Kurie der Großgrundbesitzer. Am 7. Oktober 1898 veräußerte Baron Alfons von Pereira-Arnstein den Besitzkomplex an den Grafen Franz zu Eltz und die Gräfin Anna zu Eltz. 1921 kam Almeida Schoenmaker in den Besitz und verkaufte es am 2. Oktober 1924 an Curt und Monika Taxis von Bordogna und Valnigra, die Urgroßeltern des heutigen Eigentümers Roland Taxis-Stieber, der 2000 durch Übergabe von seinem Vater Eigentümer des Schlosses wurde.

## Schloss Pesenbach heute
Das Schlossgebäude ist ein an der Straße liegender einstöckiger Bau. An diesen schließen ehemalige Wirtschaftsgebäude an, die mit dem Schlossgebäude einen Innenhof bilden. Das Schloss wird größtenteils privat genutzt. In einem Teil des Haupttraktes befindet sich ein Film- und Fotostudio sowie ein Designbüro.

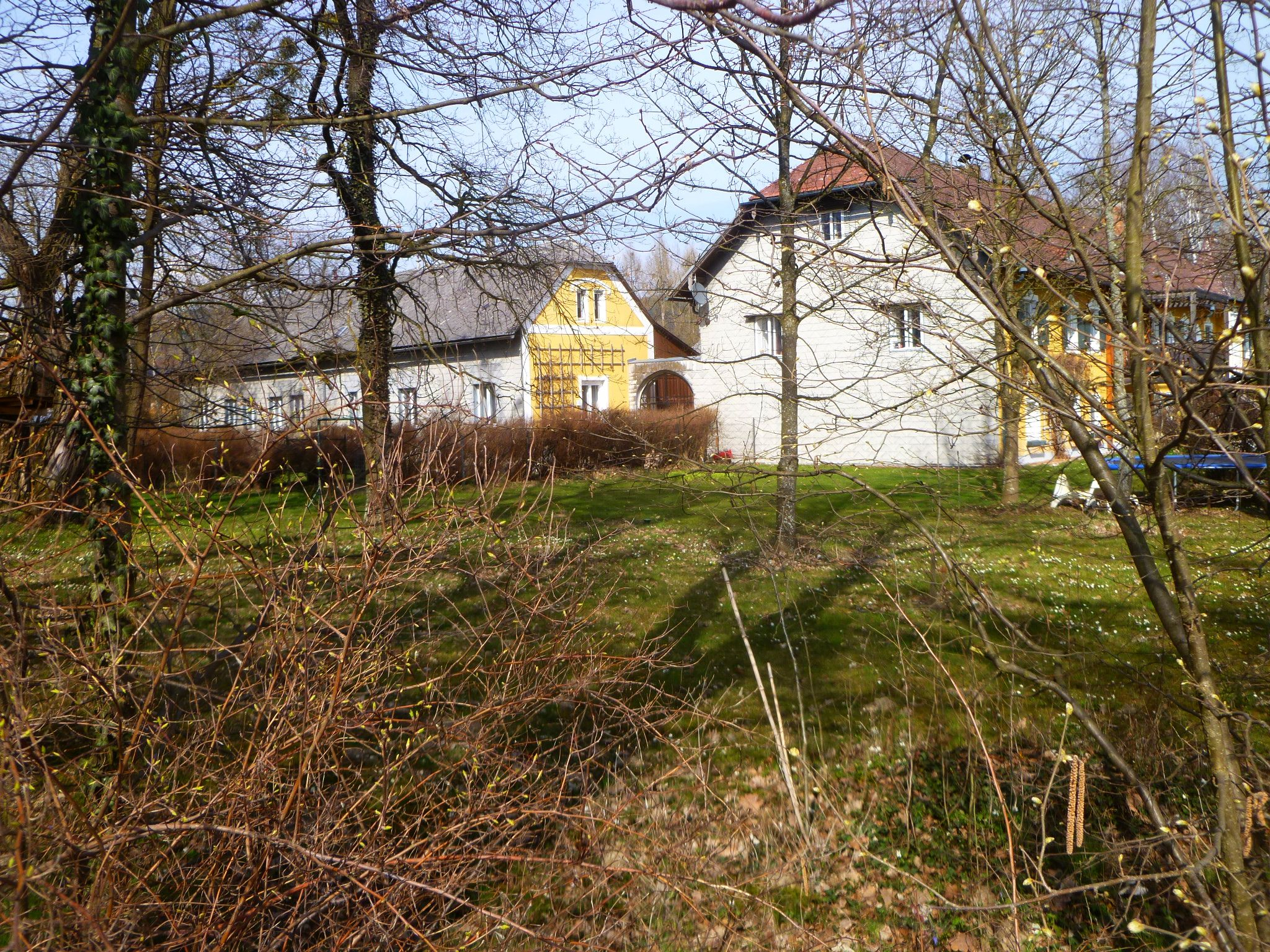
Wirtschaftsgebäude
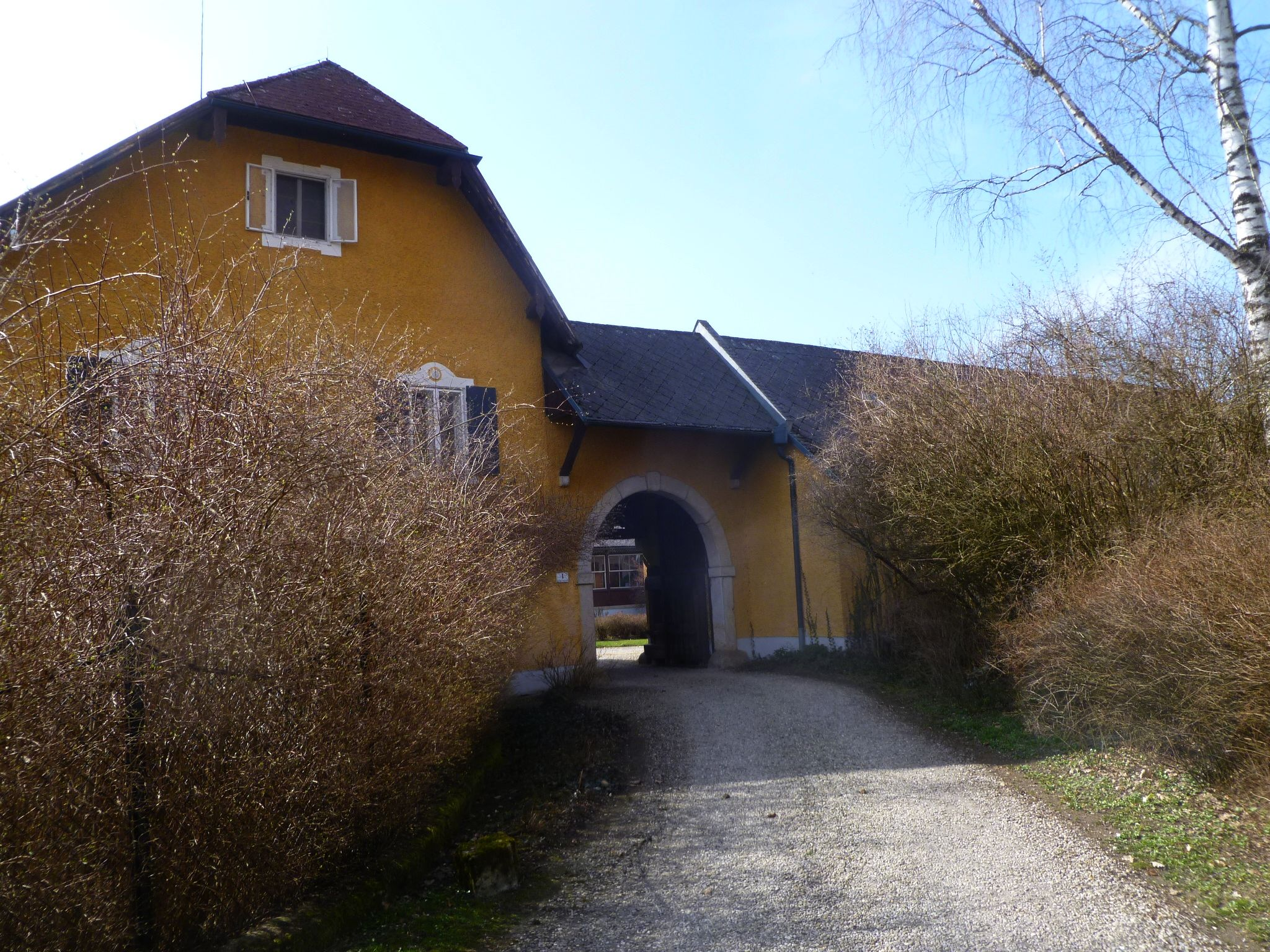
Eingangstor zum Innenhof
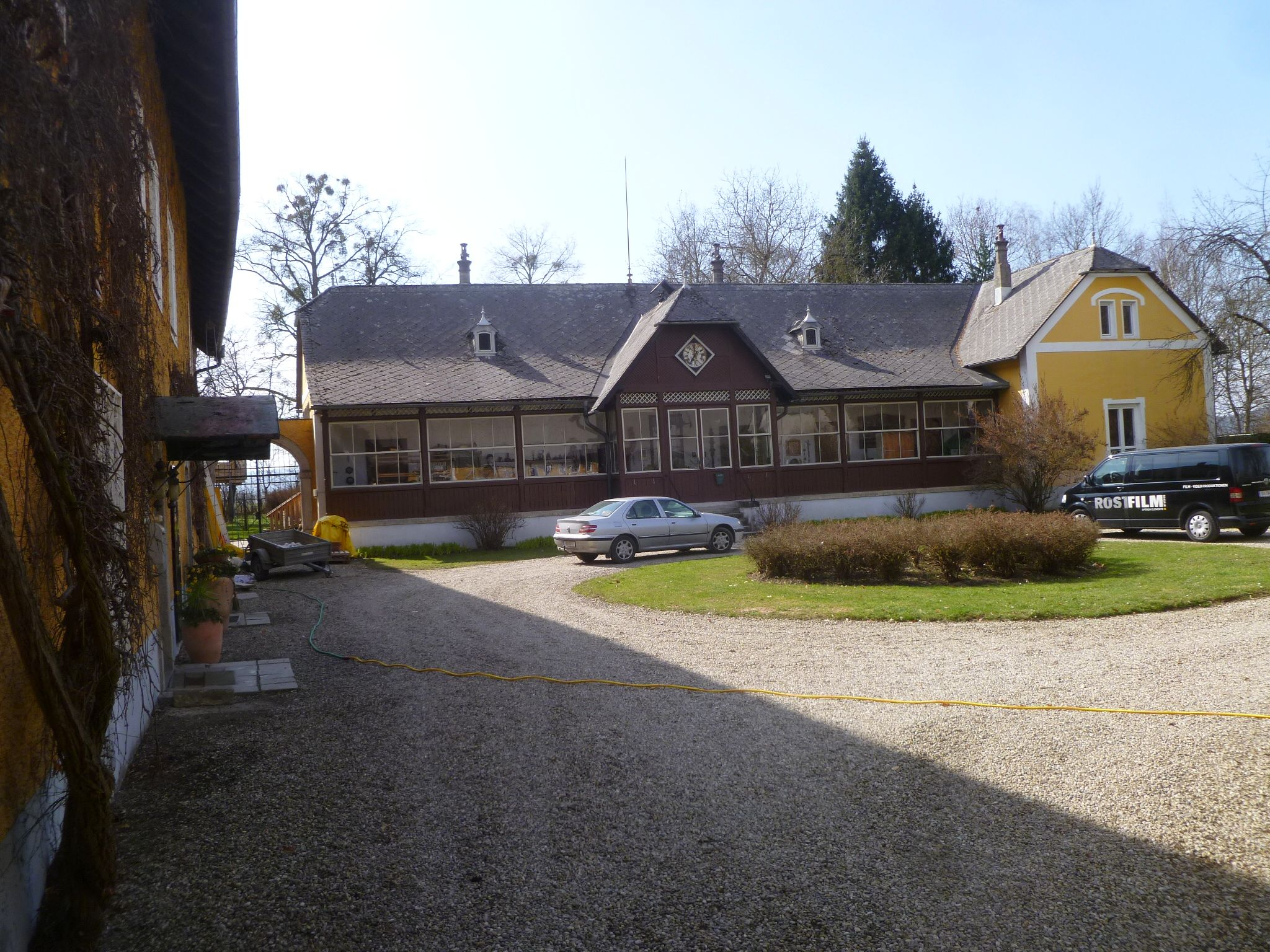
Innenhof
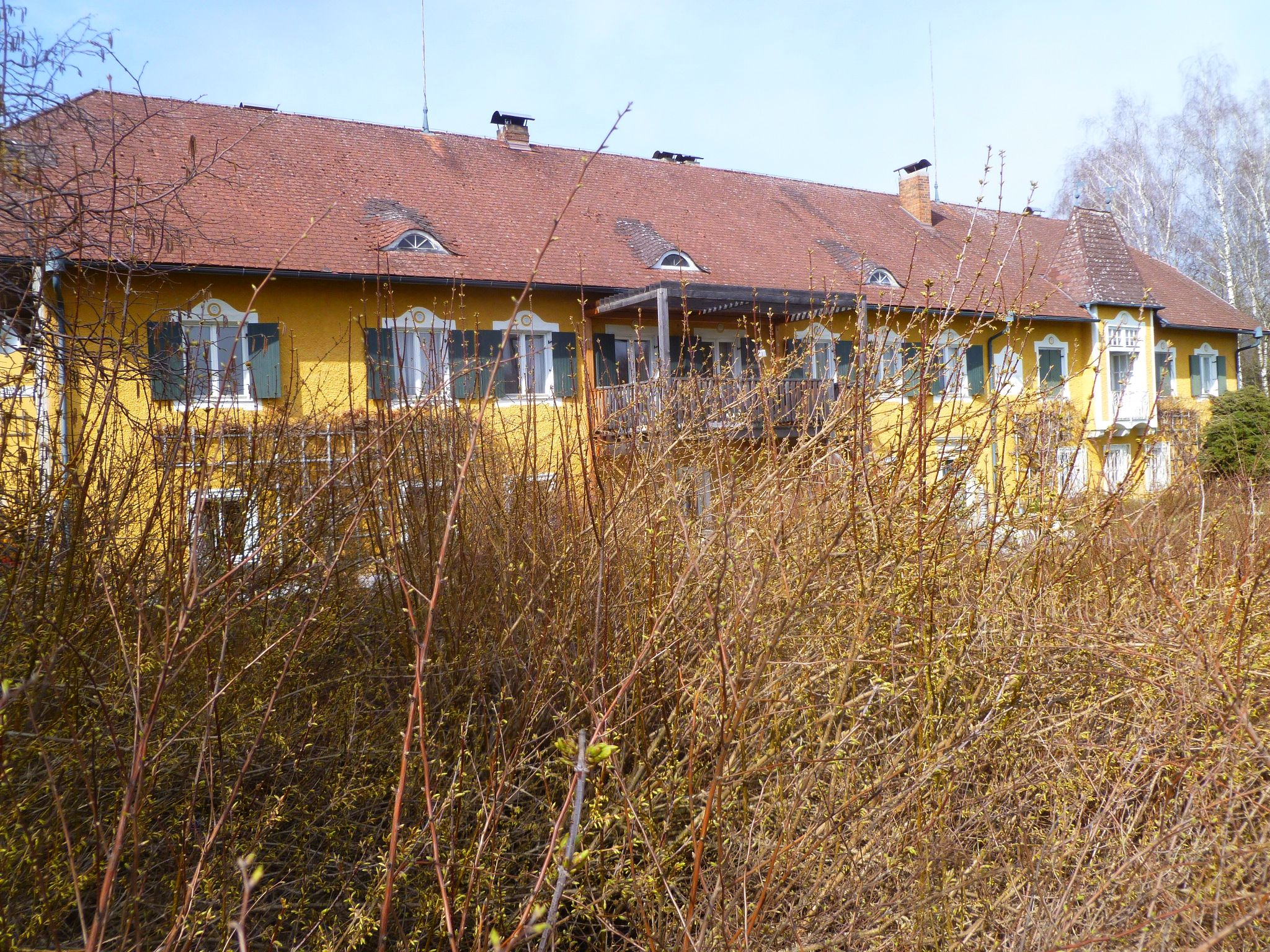
Schloss Pesenbach